# Ficus excavata
Ficus excavata är en mullbärsväxtart som beskrevs av George King. Ficus excavata ingår i släktet fikonsläktet, och familjen mullbärsväxter. Inga underarter finns listade i Catalogue of Life.